# Mô hình giấy

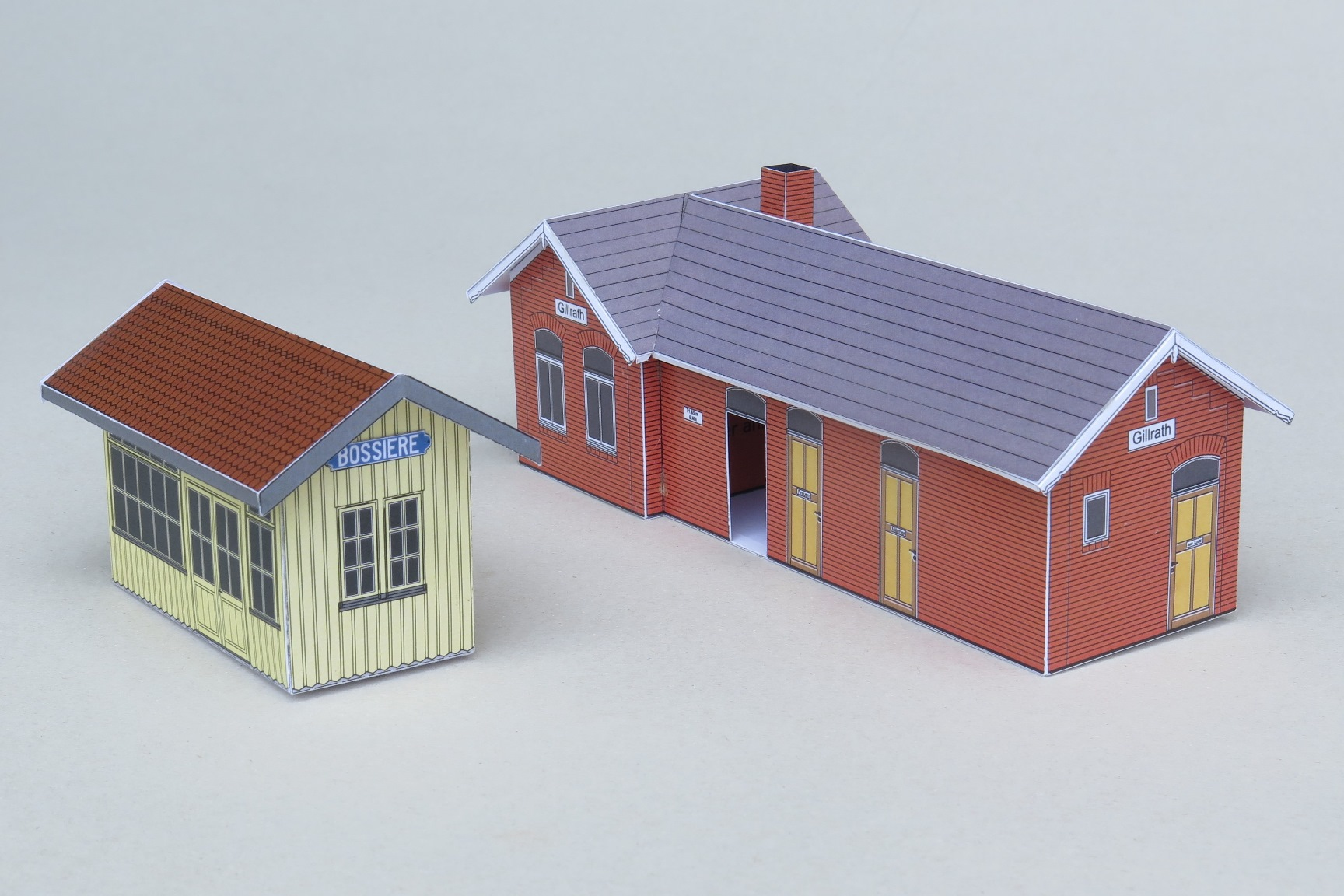
Mô hình nhà gấp bằng giấy bìa.

Mô hình giấy (papercraft) là tập hợp các loại hình nghệ thuật sử dụng giấy hoặc bìa trơn (card stock) làm phương tiện chính để tạo ra các vật thể một, hai hoặc ba chiều. Điêu khắc giấy để thành thạo là khó khăn nhất bởi vì nó liên quan đến kỹ năng vẽ, thiết kế và kỹ năng tạo mẫu đan xen phức tạp. Giấy và bìa màu trơn là những vật liệu được sử dụng rộng rãi nhất trong nghệ thuật và tạo hình thủ công. Những loại giấy này thêm vào một loạt các kỹ thuật và có thể được gấp lại, uốn cong, uốn cong, cắt, dán, đúc, khâu hoặc xếp lớp.
Làm giấy thủ công cũng là một công đoạn tạo hình giấy quan trọng. Hội họa và thư pháp mặc dù hay được ứng dụng để trang trí nhưng thường được coi như những nghề thủ công hay nghệ thuật riêng biệt.
Công việc tạo hình giấy giấy được biết đến trong hầu hết các xã hội sử dụng giấy, với một số loại hàng thủ công đặc biệt gắn liền với các quốc gia hoặc nền văn hóa cụ thể. Ở các nước Ca-ri-bê, nghề làm giấy là độc nhất trong văn hóa khu vực, mà trong đó phản ánh tầm quan trọng của động vật bản địa với cuộc sống của con người.
Ngoài giá trị thẩm mỹ của mô hình giấy thủ công, nhiều hình thức thủ công giấy khác nhau được sử dụng trong việc giáo dục trẻ nhỏ. Giấy là một phương tiện tương đối rẻ, sẵn có và dễ thao tác hơn các phương tiện phức tạp hơn thường được sử dụng để tạo ra các tác phẩm nghệ thuật ba chiều như gốm, gỗ và kim loại. Nó cũng gọn gàng hơn để làm việc với hơn sơn, thuốc nhuộm và các vật liệu màu khác. Phương pháp làm mô hình giấy thủ công cũng có thể được sử dụng tại các cơ sở tâm lý trị liệu, cung cấp cho trẻ em một lối thoát sáng tạo an toàn và không phức tạp để bày tỏ cảm xúc.
Cách để tạo nên một mô hình giấy là gấp những hình ảnh đặc biệt từ hình ảnh 2D thành những mô hình 3D
Những công cụ bắt buộc:
+ Kéo
+ Keo (hồ dán)
+Dao rọc giấy
+Bản thiết kế 2D 

## Giấy gấp
Tên gọi giấy ("paper") bắt nguồn từ cây papyrus, tên của loại nguyên liệu cổ xưa được làm ra từ các cây sậy được đập giập ở Ai Cập vào thiên niên kỷ thứ 3 trước Công nguyên. Thực vậy, ví dụ sớm nhất được biết đến của "giấy gấp" là một bản đồ Ai Cập cổ đại, được vẽ trên giấy cói và gấp lại thành các hình chữ nhật giống như một bản đồ đường bộ hiện đại. Tuy nhiên, có vẻ như loại hình giấy gấp phức tạp trở thành một môn nghệ thuật đã trở thành hiện thực chỉ đến khi những loại giấy làm từ bột gỗ xuất hiện.
Nghệ thuật gấp giấy Origami Nhật Bản đầu tiên có niên đại từ thế kỷ thứ 6 sau Công nguyên. Ở phần lớn phương Tây, thuật ngữ origami được sử dụng đồng nghĩa với việc gấp giấy, mặc dù thuật ngữ này chỉ đề cập đến nghệ thuật gấp giấy ở Nhật Bản. Các loại hình gấp giấy khác trong đó có chiết chỉ (nghệ thuật gấp giấy Trung Quốc), gấp giấy Jongie Jupgi từ Hàn Quốc và gấp giấy phương Tây có thể kể đến thuyền giấy và máy bay giấy truyền thống.

## Các loại hình

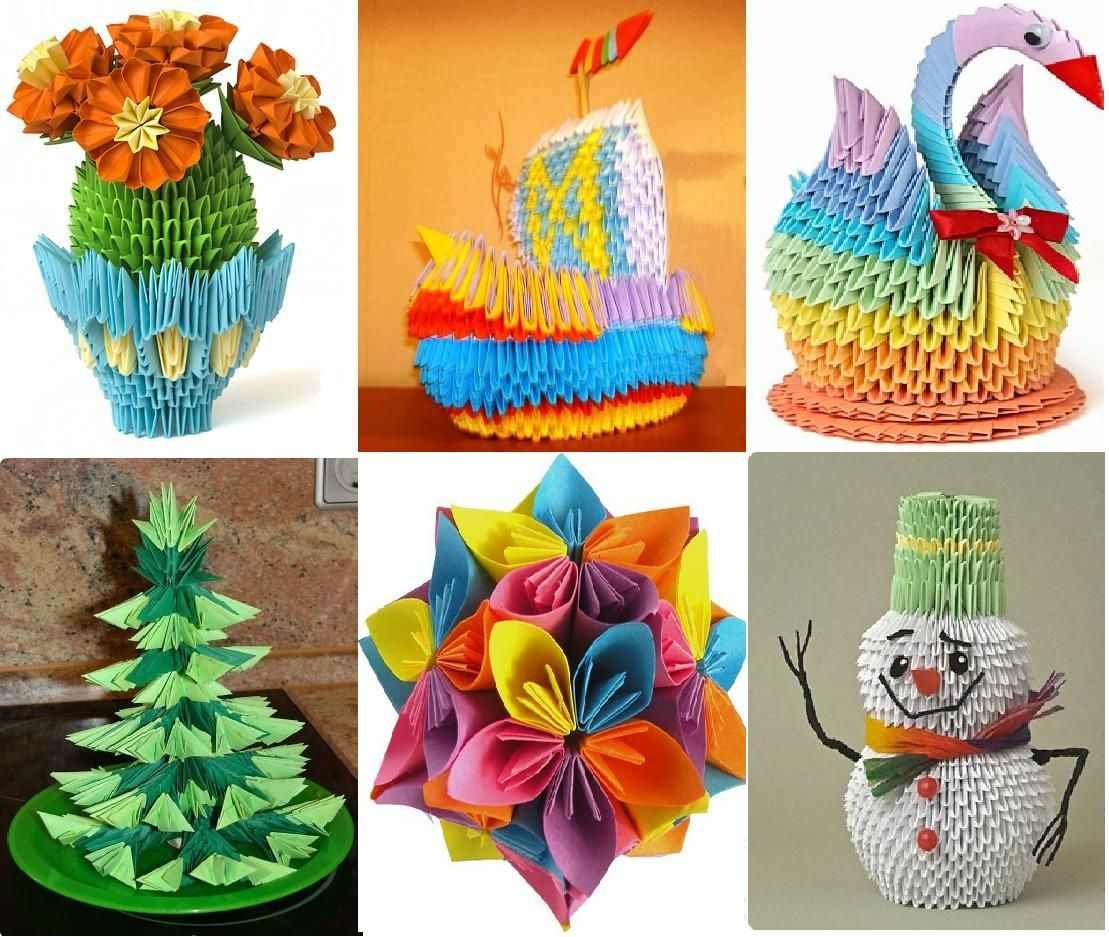
Một vài ví dụ về Mô hình giấy

- Album ảnh thủ công
- Thiệp giấy
- Hoa giấy
- Giấy dán (decoupage)
- Mô hình giấy bồi
- Origami
- Cắt giấy
- Nghệ thuật xoắn giấy (quilling)
- Làm giấy
- Đóng sách thủ công
- Giấy xếp lớp
- Mẫu mô hình giấy